# Westlicher Klammerkopf
Der Westliche Klammerkopf, manchmal auch Mittlerer Klammerkopf, ist ein 3126 m ü. A. hoher Berggipfel der Schobergruppe an der Grenze zwischen Osttirol und Kärnten.

## Lage
Der Westliche Klammerkopf liegt im südöstlichen Zentrum der Schobergruppe an der Grenze zwischen den Gemeinden Kals am Großglockner (Osttirol) im Westen, Heiligenblut am Großglockner im Norden und Großkirchheim im Westen (beide Kärnten). Der Westliche Klammerkopf befindet sich dabei zwischen dem Südlichen Klammerkopf (3117 m ü. A.) im Süden, dem Hohen Klammerkopf (3155 m ü. A.) im Westen und dem Gössnitzkopf (3096 m ü. A.) im Nordosten, wobei der lange Gratübergang zum Gössnitzkopf von der Gössnitzscharte (2732 m ü. A.) markiert wird. Im Norden des Westlichen Klammerkopfs liegt entlang der Nordseite der Klammerköpfe bis zum Großen Hornkopf das Gössnitzkees, südöstlich befand sich früher westlich des Grats bis zum Keeskopf das Klammerkees. Nächstgelegene alpine Stützpunkte sind die Adolf-Noßberger-Hütte im Südosten, die Lienzer Hütte im Südwesten und die Elberfelder Hütte im Norden.

## Aufstiegsmöglichkeiten
Der Normalweg auf den wenig begangenen Westlichen Klammerkopf führt zunächst markiert von der Adolf-Noßberger-Hütte nach Südwesten zur Niederen Gradenscharte. In einer Höhe von rund 2900 Metern quert man in der Folge den Ostrücken zum ehemaligen Klammerkees und steigt danach in einer Kerbe zwischen dem Westlichen und dem Hohen Klammerkopf an (I). Von der Lienzer Hütte ist die Besteigung über den kaum begangenen Weißenkarsattel (2972 m ü. A.) und danach analog über das ehemalige Klammerkees möglich, eine weitere Variante besteht mit der Besteigung des Westgrats aus der Gössnitzscharte (I-II).